# Jean Moral
Jean Moral (1906 - 1999) fue un fotógrafo francés que participó en el movimiento surrealista y ejerció de fotógrafo de guerra en la guerra civil española.
En 1925 comienza a hacer fotografías como aficionado y dos años después establece amistad con Roger Parry, Daniel Masclet y Robert Pontabry por lo que comenzó con temas de dunas, playas y el mar desde un punto de vista experimental.
Poco después empezó a trabajar en revistas como Vogue, Harper's Bazaar y Vu y en 1930 participó en la muestra organizada por el semanario Das Deutsche Lichtbild. En 1938 trabajó en España como corresponsal de Paris-Soir para hacer reportajes sobre la guerra civil. Tras la ocupación alemana durante la Segunda Guerra Mundial se refugió en Cannes en la casa de Francis Picabia.
A partir de 1955 empezó a dedicarse a la pintura. Poco antes de morir en 1999 se realizó su primera exposición fotográfica en Grenoble. Algunas de sus obras forman parte de los fondos del Museo Nacional Centro de Arte Reina Sofía y se expusieron en 2007 en el marco de una exposición denominada «Percepciones».